# Duvholmen

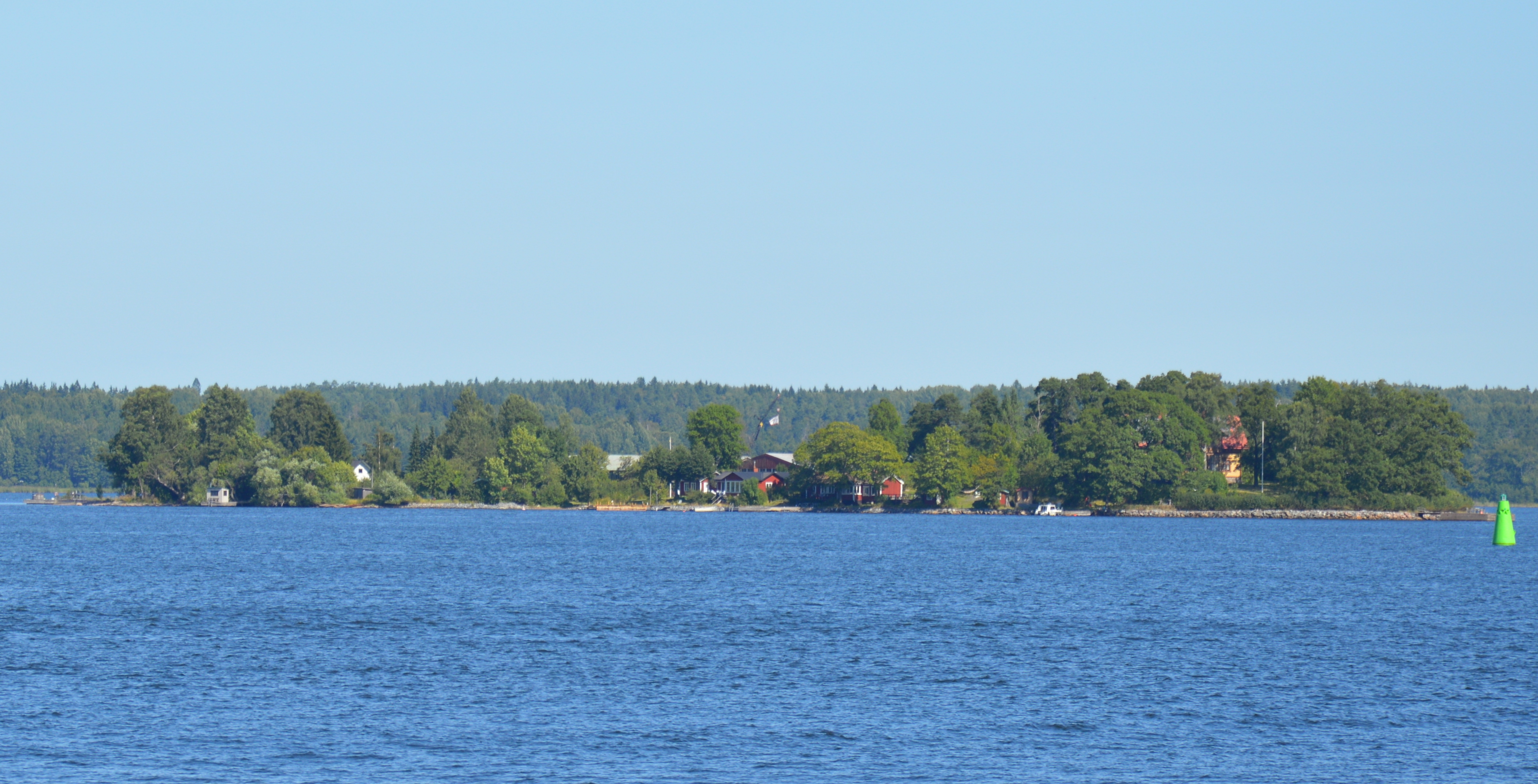
Duvholmen

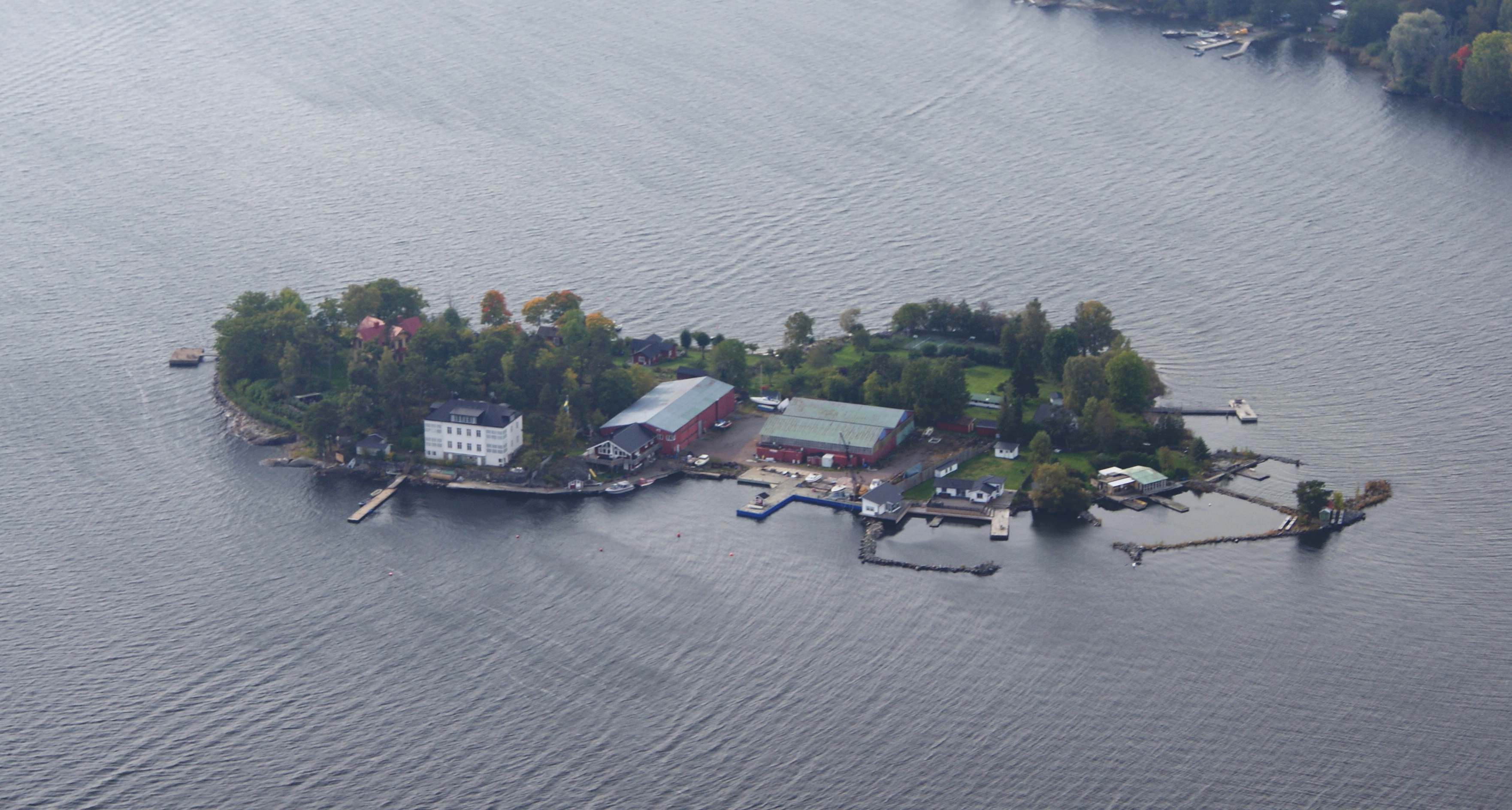
Luftaufnahme

Duvholmen ist eine zu Schweden gehörende Insel im Stockholmer Schärengarten.
Die bewohnte und mit mehreren Gebäuden bebaute Insel, gehört zur Gemeinde Lidingö. Südöstlich liegt die Insel Båtsmanshättan. Südlich Duvholmens verläuft die Passage von der Ostsee nach Stockholm. Duvholmen erstreckt sich von Nordwesten nach Südosten über etwa 300 Meter, bei einer Breite von bis zu 150 Meter. Auf der Insel befindet sich eine kleine Werft.
Nordöstlich der Insel liegt das etwa 30 bis 35 Meter lange Wrack eines gesunkenen, hölzernen Frachtschiffes. Rund um das Wrack liegen die Überreste von zumindest vier weiteren gesunkenen Schiffen.